# Maalisu (ö i Brahestad)
Maalisu är en ö i Finland. Den ligger i Bottenviken och i kommunen Pyhäjoki i den ekonomiska regionen  Brahestads ekonomiska region i landskapet Norra Österbotten, i den nordvästra delen av landet. Ön ligger omkring 90 kilometer sydväst om Uleåborg och omkring 470 kilometer norr om Helsingfors.
Öns area är 1,4 hektar och dess största längd är 180 meter i nord-sydlig riktning. I omgivningarna runt Maalisu växer i huvudsak blandskog.